# Onde onde

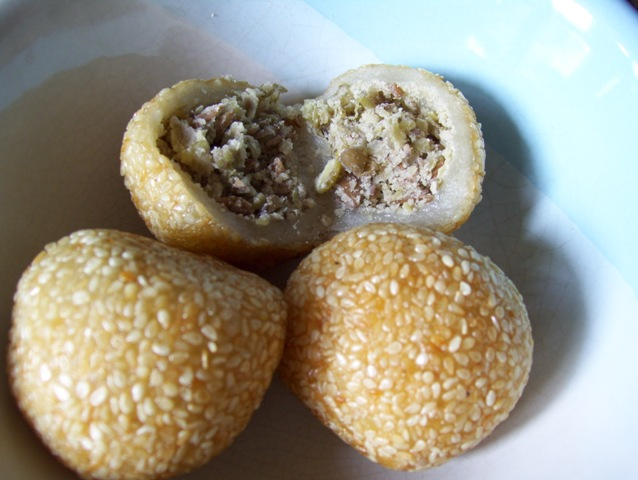
Indonesische Onde onde; auch als „kuih buah melaka“ bezeichnet

Onde onde (die Betonung liegt jeweils  auf „e“) ist eine Dessertspezialität der indonesischen und malaysischen Küche.
Zur Zubereitung werden mit Pandanusessenz gewürzte Reismehlkugeln mit Palmzucker gefüllt und anschließend in Wasser gekocht oder frittiert. Die zubereiteten Kugeln werden in Kokosraspeln oder Sesamkörnern gewälzt.